# William Henry Beach
William Henry Beach, CB, CMG, DSO (* 7. Juni 1871 in Dublin; † 22. Juli 1952 in Surrey, England) war ein britischer Offizier und zuletzt Generalmajor der British Army, der unter anderem von 1929 bis 1932 Kommandeur der 42. Infanteriedivision (42nd (East Lancashire) Infantry Division) war.

## Leben

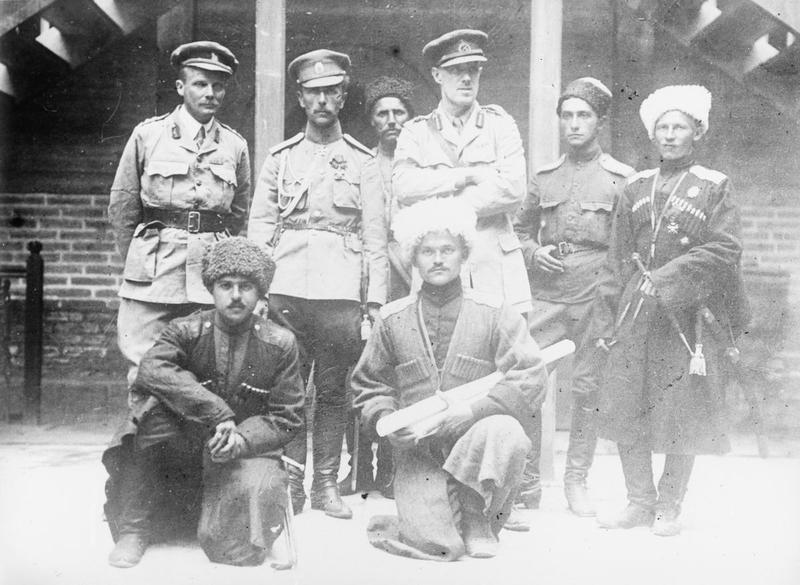
William Henry Beach (3.v.l.) mit britischen und russischen Militärangehörigen während des Ersten Weltkrieges.

William Henry Beach war ein Sohn des Geistlichen Reverend Canon W. R. Beach und der jüngere Bruder von Oberst Thomas Boswall Beach (1866–1941), CMG, CBE. Er absolvierte nach dem Besuch der Bloxham School und der Wolverhampton Grammar School eine Offiziersausbildung an der Royal Military Academy Woolwich. Nach deren Abschluss wurde er 1889 als Second Lieutenant in das Korps der Royal Engineers aufgenommen. Danach folgten zahlreiche Verwendungen als Offizier und Stabsoffizier. Während des Ersten Weltkrieges wurde er für seine militärischen Verdienste an der Mesopotamienfront 1916 zum Companion des Distinguished Service Order (DSO) sowie 1917 zum Companion des Order of St Michael and St George (CMG) ernannt.
Beach, der 1919 auch zum Companion des Order of the Bath (CB) ernannt wurde, war zwischen 1922 und 1928 Adjutant (Aide-de-camp) von König Georg V. Zugleich war er als Brigadier von April 1923 Kommandeur der zur Britisch-Indischen Armee gehörenden 21. Infanteriebrigade (21st Indian Infantry Brigade) und verblieb auf diesem Posten bis April 1927. Zuletzt übernahm er als Major-General im Januar 1929 von Generalmajor Claude Moore den Posten als Kommandeur der 42. Infanteriedivision (General Officer Commanding, 42nd (East Lancashire) Infantry Division). In dieser Verwendung verblieb er bis zu seinem Eintritt in den Ruhestand im Mai 1933, woraufhin Generalmajor Arthur McNamara ihn ablöste.
Aus seiner 1914 geschlossenen Ehe mit Constance Maude Cammell ging der Sohn Hugh Beach (1923–2019) hervor, der als General zwischen 1977 und 1981 als Master-General of the Ordnance Generalmeister der technischen Truppen war und darüber hinaus von 1982 bis 1987 als Chief Royal Engineer und damit als offizieller Chef des Ingenieurkorps der britischen Armee fungierte.